# طوقان أبيض الحنجرة
طوقان أبيض الحنجرة (الاسم العلمي: Ramphastos tucanus) (بالإنجليزية: White-throated Toucan)‏ هو نوع من الطيور يتبع جنس الطوقان من الفصيلة الطوقانية.